# Мамоновский сельсовет (Новосибирская область)
Мамоновский сельсовет — сельское поселение в Маслянинском районе Новосибирской области Российской Федерации.
Административный центр — село Мамоново.

## История
Статус и границы сельского поселения установлены Законом Новосибирской области от 2 июня 2004 года № 200-ОЗ «О статусе и границах муниципальных образований Новосибирской области»

## Население
| 2002  | 2010  | 2012  | 2013  | 2014  | 2015  | 2016  |
| ----- | ----- | ----- | ----- | ----- | ----- | ----- |
| 1630  | ↘1610 | ↘1574 | ↘1566 | ↗1571 | ↗1584 | ↘1582 |
| 2017  | 2018  | 2019  | 2020  | 2021  |       |       |
| ↗1588 | ↗1605 | ↗1640 | ↗1671 | ↗1682 |       |       |

## Состав сельского поселения
| № | Населённый пункт | Тип населённого пункта       | Население |
| - | ---------------- | ---------------------------- | --------- |
| 1 | Мамоново         | село, административный центр | ↗1682     |